# Изповедник
„Изповедник“ (на английски: Confessor) е единадесетият роман от епичната фентъзи поредица „Мечът на истината“ на американския писател Тери Гудкайнд. Книгата е последната от трилогията „Лавинен огън“, която завършва сюжетната линия, свързана с Имперския орден.

## Издания
Романът е издаден през 2007 г. от американското издателство Tor Books. През 2008 г. е издаден от българското издателство „Прозорец“ в превод на Невена Кръстева.

## Сюжет
Внимание:  Текстът по-долу разкрива сюжета на произведението (или части от него)!
Ричард Рал е пленен от командир на Имперския орден, който го пощадява под прикритието на Рубен Рибник, за да го направи водещ играч в отбора на командира Джа'Ла дх Джин. Калан е затворничка на Джаганг, охранявана от специални пазачи, способни да я виждат въпреки магията. 
По време на пленничеството си Ричард е предупреден от мистериозен призрак в наметало, че вече участва в играта на Кутиите на Орден. Сестра Улисия също е посетена от тази фигура, която ѝ съобщава, че срокът за отваряне на Кутиите е променен на една година от първия ден на зимата – деня, в който Ничи е задействала Кутиите от името на Ричард.
Откриват, че Рейчъл е изчезнала от крепостта. Същата нощ вещицата Сикс влиза в крепостта и открадва третата кутия на Орден от Ничи и Зед. Зед открива предупреждението на крепостта, че Магьосническата крепост умира поради замърсяването на камбанките, и налага магия, за да я предпази от бъдещи щети. Зед, Рика и Том след това се отправят към Тамаранг, за да премахнат магията, блокираща дара на Ричард.
Джаганг нарежда изграждането на масивна рампа, за да достигне Народния дворец, заобикаляйки естествените му защити. По време на изкопните работи в равнините Азрит копачите откриват катакомбите под двореца – таен вход. Три сестри на мрака проникват вътре, убиват Ан и пленяват Ничи. Войници се изпращат в катакомбите за подготовка на атака. Сестрите откриват предполагаемата оригинална Книга на преброените сенки в Бандакар.
След като Ричард осъзнава опасността от разпознаване по време на турнира, той маскира себе си и съотборниците си със символи и заклинания. Отборът му побеждава този на Джаганг, но последният отказва да признае загубата, което предизвиква бунт. Ричард и Ничи бягат, а Калан е „спасена“ от Самюъл. С помощта на Ади Ричард и Ничи проникват в Двореца през катакомбите. Кара и Нейтън им помагат да унищожат скритите сили на Орден.
Рейчъл е примамена в Тамаранг от Вайълет, която използва магия с „призрачни гоблита“ срещу нея. Шота, преоблечена като майка ѝ, ѝ дава тебешир, с който Рейчъл прехвърля магията върху Вайълет и възстановява дара на Ричард. Шота отново се появява като майката на Рейчъл и я изпраща да предаде съобщение чрез Грач на Калните хора. По пътя към Тамаранг Зед, Рика и Том са заловени от Сикс, съюзничка на Джаганг, която е помогнала в атаката срещу Д'Харан.
Ничи предупреждава Ричард да не ѝ разкрива любовта си към Калан, поради опасение, че изгубените спомени на Калан биха могли да не се възстановят. Ричард е обучаван от Ничи на много магии и форми на заклинания, свързани с Кутиите на Орден. Той тества знанията си, като помага на жрицата Джилиан, доведена в равнините Азрит след преследването й от хората на Джаганг в Каска, да предизвика кошмари сред армията на Орден. Джаганг страда от особено мъчителни сънища, свързани с Ничи. 
След искане за капитулация от Джаганг, Ричард се изпраща в Подземния свят, използвайки Дина като духовен водач. Там той възстановява спомените на всички за Калан. Нападнат е от преследващ го звяр, изпратен по-рано срещу него. Той унищожава звяра и бяга, като освобождава Адитивна магия в Подземния свят, откъдето физически се проектира сред група от Кални хора. Ричард е посрещнат от Чейс и Рейчъл, които с помощта на Грач са казали на Калните хора да се съберат, за да го чакат. В Двореца Нейтън приема, че Ричард е мъртъв и, действайки по инструкции на Ричард, приема условията на Джаганг за капитулация, които включват предаването на Ничи на Джаганг и предоставяне на достъп на Сестрите от Ордена до Градината на живота, за да отворят кутиите.
Самюъл се опитва да изнасили Калан. По време на борбата тя докосва Меча на истината, който възстановява знанието ѝ, но не и спомените ѝ, че е Изповедник, и освобождава силата ѝ да поеме контрол над него. Самюъл разкрива, че е агент на Сикс и че Ричард и Калан някога са били женени. След това той умира, когато тя отказва да му прости опита му срещу нея. Ричард среща Калан по пътя към Тамаранг, но не ѝ разкрива истината за брака им, за да не наруши магията. Вместо това ѝ дава Спирит.
Сикс е затворила Зед, Том и Рика и се появява при пристгането на Ричард и Калан в Тамаранг. Докато Сикс е на път да ги залови отново, Шота се появява като майката на Сикс. Тя убива Сикс. След това Ричард, Калан и Зед отлитат обратно към Народния дворец на червения дракон, когото Сикс е поробила; сега се разкрива, че това е синът на Скарлет, Грегъри, когото Ричард е спасил като яйце.
В Двореца Ричард позволява на Джаганг и неговите Сестри на мрака да отворят кутиите на Орден. По време на ритуала Джаганг отива да извади Ничи от подземието. Ничи обаче заключва Рада'Хан около врата на Джаганг, обезсилвайки го. След като го връща в Градината на живота, тя в крайна сметка го убива безцеремонно, за да предотврати мъченическата му смърт.
В Градината на живота Сестрите на мрака откриват правилната кутия и я отварят. Те обаче откриват недостатък в успеха си: Ричард обяснява, че всички Книги на преброените сенки са били фалшиви ключове за кутиите; макар че имали истинския ключ, пак биха се провалили поради злонамерените си намерения. Сестрите веднага са привлечени в Подземния свят.
Ричард обяснява, че истинският ключ към Магията на Орден е Мечът на истината. Калан признава любовта си към Ричард, разкривайки, че емоциите ѝ са замърсили шансовете ѝ да си възвърне паметта. Ричард използва Меча, за да разкрие правилната кутия и след това да улови магията ѝ. Сега, командвайки живота и смъртта, той използва магията, за да изпрати последователите на Ордена в нов свят, лишен от магия; неговата полусестра Дженсен, нейните сънародници Бандакар и нейният ухажор Том решават да се преместят в новия свят. Той също така използва Орден, за да поправи щетите, причинени от камбанките, и да изпрати Лавинен огън в новия свят, който е създал, осигурявайки пълното премахване на магията от този свят и премахвайки спомените на всички негови обитатели за предишния им свят. Докато Ричард се опитва да затвори отвора между световете, той се страхува, че Калан е изгубена за него; тя обаче отговаря, че е била защитена от тази загуба, защото се е влюбила в него сама, точно както той се е влюбил в нея от самото начало.
Епилогът показва как Том и Дженсен очакват дете, което ще носи името Рал, и как имигрантите постепенно забравят Ричард и всичко от предишния си свят. Книгата завършва със сватбата на Кара и генерал Майфърт. Разкрива се, че Сестрите на светлината са се преместили в Магьосническата крепост, където заедно със Зед могат да продължат да обучават млади магьосници. Чейс (сега Пазител на крепостта) и семейството му също са се преместили в крепостта, както и Ади и Фридрих, които сега са двойка. Под въпросите на Зед, Ричард признава, че е взел магията на Панис Рал от червен плод, така че вече да не е отрова, и че е върнал Храма на ветровете в света на живите. След сватбата на Кара и Бенджамин, камбаните на молитвата започват да бият. Ричард не позволява на хората да коленичат, заявявайки, че вече не са негови поданици.
Единадесетото и последно правило, което се появява в поредицата „Мечът на истината“, е разкрито в „Изповедник“ (гл. 65) като неписано правило. Причината е обяснена чрез героя Зедикус Зу'л Зорандер:
| „ | Правилото на всички правила. Неписаното правило. Правилото, неизричано от зората на историята... Но Баракус искаше да знаеш, че това е тайната за използване на силата на боен магьосник. Единственият начин да го изразиш, да се увериш, че ще схванеш какво е възнамерявал да ти каже, беше да ти даде неписана книга, която да символизира неписаното правило. | “ |

Ричард преминава през големи трудности, за да се сдобие с книга, оставена му от Баракус, велик магьосник от миналото. Книгата, озаглавена „Тайните на силата на военния магьосник“, е средство за него да разбере как да използва дарбата си и следователно е по същество решение на големи проблеми. Когато получава книгата, страниците ѝ са празни и Зед го информира, че Баракус я е оставил празна, за да илюстрира значението на фразата „неписано правило“. Използвайки това знание, Ричард разсъждава, че Книгата на преброените сенки не може да бъде ключът към кутиите на Орден и че Мечът на истината е единственият начин да се овладее силата на Орден. Що се отнася до знанието в книгата, в нея няма нищо, подобно на „Тайните на силата на военния магьосник“ на Ричард. Мечът на истината, представител на своя съименник, е ключът към живота.
Тайната на силата на Ричард е, че той търси истината. Търсейки истината, той си затваря очите за покварените идеи и прегръща същността на самия живот. Сестрите на мрака приемат истината за това, което винаги са им казвали другите, и никога не се сещат да я проверят сами, и умират за нея; но никога не биха могли да получат достъп до силата, защото действат от омраза. Ричард, от друга страна, възнамерявал да използва силата, за да помогне на тези, за които е грижа, и по този начин имал способността да я овладее.